# The Las Vegas Story
 (août 2024).
Si vous disposez d'ouvrages ou d'articles de référence ou si vous connaissez des sites web de qualité traitant du thème abordé ici, merci de compléter l'article en donnant les références utiles à sa vérifiabilité et en les liant à la section « Notes et références ».
Albums de The Gun Club
Miami Mother Juno
The Las Vegas Story (Animal Records 1984) est le troisième album du groupe The Gun Club.

## Titres
1. The Las Vegas Story - 0:23
2. Walkin' With the Beast - 4:29
3. Eternally Is Here - 2:58
4. The Stranger In Our Town - 5:10
5. My Dreams - 3:57
6. The Master Plan - 1:49
7. My Man's Gone Now - 3:16
8. Bad America - 4:56
9. Moonlight Motel - 3:10
10. Give Up The Sun - 6:04
11. Secret Fires - 2:38

En 2009 l'album a été réédité sur le label Cooking Vinyl agrémenté d'un CD bonus en concert.
1. Secret Fires
2. Walkin' With The Beast
3. Run Through the Jungle
4. Moonlight Motel
5. The Lie
6. John Hardy
7. Bad America
8. Stranger In Our Town
9. Death Party
10. Fire Of Love
11. Sexbeat
12. Jack On Fire
13. Louie, Louie
14. Do The Twist